# 주필

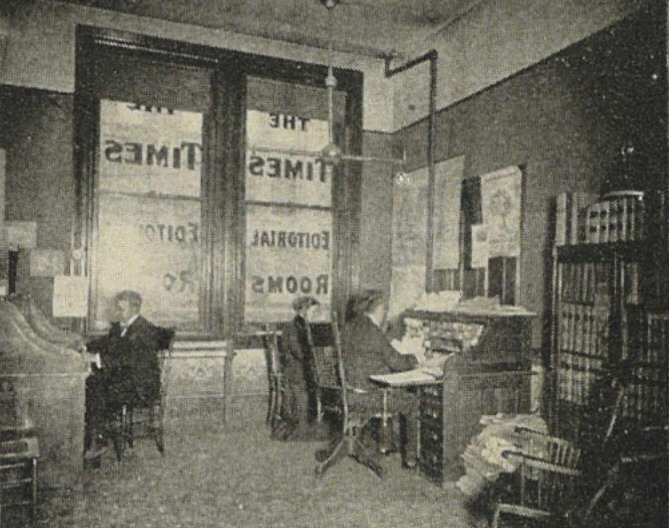
1900년대, 《시애틀 데일리 타임즈》 주필실.

주필(主筆)은 신문사, 잡지사 등에서 행정이나 편집을 책임지는 직위 또는 그 직위에 있는 사람이다. 논설주간이라고도 한다. 발행인으로부터 편집에 관한 권리를 위임받아 그 신문이나 잡지의 논조와 편집 방침을 결정하고 모든 책임을 진다.

## 참고 자료
- 이 문서에는 다음커뮤니케이션(현 카카오)에서 GFDL 또는 CC-SA 라이선스로 배포한 글로벌 세계대백과사전의 내용을 기초로 작성된 글이 포함되어 있습니다.